# Heidi Reichinneková
Heidi Reichinnek, přechýleně Reichinneková (* 19. dubna 1988, Merseburg), je německá politička. Od roku 2021 je poslankyní Německého spolkového sněmu za stranu Die Linke. Od února 2024 je spolupředsedkyní parlamentního klubu Die Linke. V roce 2025 jako spolulídryně dovedla svou stranu k úspěšným volbám do spolkového sněmu.

## Životopis
Narodila se 19. dubna 1988 v Merseburgu v Sasku-Anhaltsku. Od dospívání se zajímala o politiku. V letech 2007–2011 vystudovala politologii a blízkovýchodní studia na Univerzitě Martina Luthera v Halle, magisterský titul poté získala na univerzitě v Marburgu. Během studií strávila semestr v Káhiře, kde byla svědkem arabského jara a egyptské revoluce, což dále prohloubilo její zájem o politiku. Po studiích pracovala v Centru pro studia Blízkého a Středního východu, poté pracovala v sociální oblasti.
V roce 2015 vstoupila do Die Linke. V letech 2016–2021 byla členkou městské rady v Osnabrücku. V roce 2019 se stala předsedkyní Die Linke v Dolním Sasku. V roce 2021 se stala poslankyní Německého spolkového sněmu. Zaměřuje se na ženská a sociální práva, ve spolkovém sněmu se zaměřovala také na politiku rodiny, dětí a mládeže. Od února 2024 byla spolu se Sörenem Pellmannem předsedkyní parlamentního klubu Die Linke.
V listopadu 2024, po rozpadu vládní koalice, byla spolu s Janem van Akenem určena lídryní strany Die Linke do předčasných voleb. Strana se v té době dle průzkumů pohybovala pod pětiprocentní hranicí a nebylo jasné, jestli se ve spolkovém sněmu udrží. Počátkem roku 2025 na sebe Reichinnek strhla pozornost díky svým důrazným projevům, které měly úspěch zvláště na sociálních sítích. Dle komentátorů byla jedním z důvodů nečekaného úspěchu Die Linke v únorových volbách, kde strana získala 8,8 % hlasů. Reichinnek obhájila svůj mandát a znovu se stala spolupředsedkyní parlamentního klubu.